# نهر ميريفال
نهر ميريفال
نهر ميريفال بالإنجليزية (Merivale River): هو نهر يوجد بمنطقة مارانوا Maranoa جنوب كوينزلاند, أستراليا, ينبع من المنحدرات الجنوبية لمنطة كارنارفون Carnarvon بالقرب من جبل موفات Moffatt النهر يتدفق في إتجاه الجنوب وينضم إلى نهر مارانوا, للنهر أفرع هي : ساندي Sandy وبوكس Box وسميث Smith, مساحة حوض النهر 3460 كم2.
مترجم من Merivale River